# Giulianova

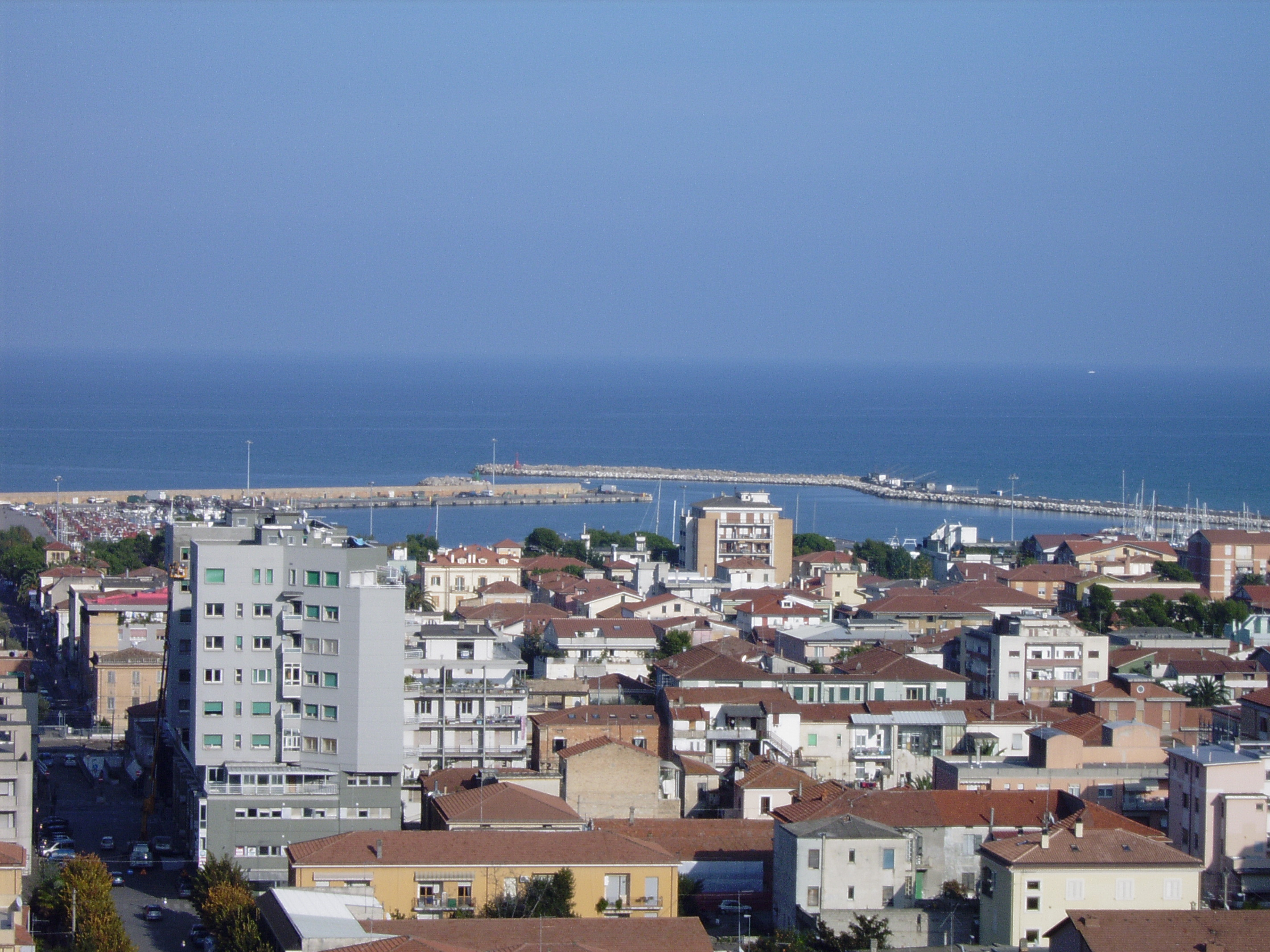
Giulianova Lido

Giulianova ist eine Stadt in der italienischen Provinz Teramo in der Region Abruzzen.

## Geschichte und Geographie
Das alte Giulianova (heute Giulianova Paese genannt) lag auf einer Anhöhe. Es wurde 264 v. Chr. unter dem Namen Castrum Novum gegründet. Der Ort wurde im 15. Jahrhundert vom Herzog von Atri neu gegründet, um den Flüchtlingen des nahe gelegenen und 1468 nach einer Schlacht völlig zerstörten Castel San Flaviano Zuflucht zu gewähren.
Der moderne Teil des Orts (Giulianova Lido) hat sich entlang der adriatischen Küste, zwischen den Mündungen der Flüsse Salinello und Tordino, ausgedehnt. Der breite Strand mit den zahlreichen Strandbädern und dem Touristenhafen liegt zwischen den Mündungen der beiden Flüsse. Im Jahr 2017 hatte die Stadt 23.510 Einwohner.
Die Stadt ist mit einem Bahnhof, einer Autobahnausfahrt (A14), und mehreren Staatsstraßen verkehrstechnisch gut erschlossen.
Die Nachbargemeinden sind Mosciano Sant’Angelo, Roseto degli Abruzzi und Tortoreto.

## Sehenswürdigkeiten
Im oberen Stadtteil (Paese) sind der schöne Dom S. Flaviano, ein für die Renaissance seltener Backsteinbau aus dem 15. Jahrhundert, sowie die Wallfahrtskirche Madonna dello Splendore erhalten. Jedes Jahr in der ersten Augustwoche wird hier das Porto-salvo-Fest mit einem Umzug der Fischer gefeiert.

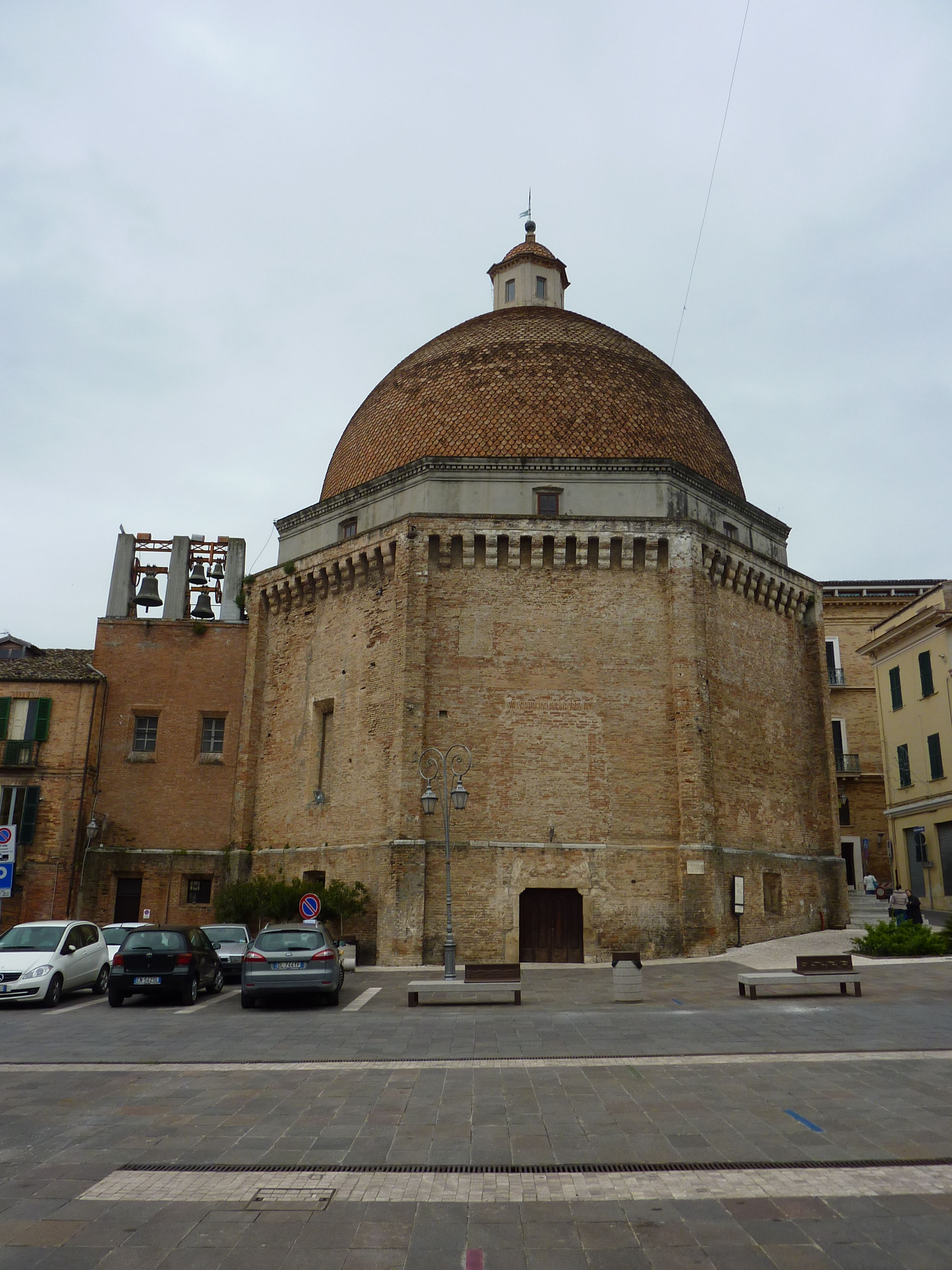
Der Dom San Flaviano
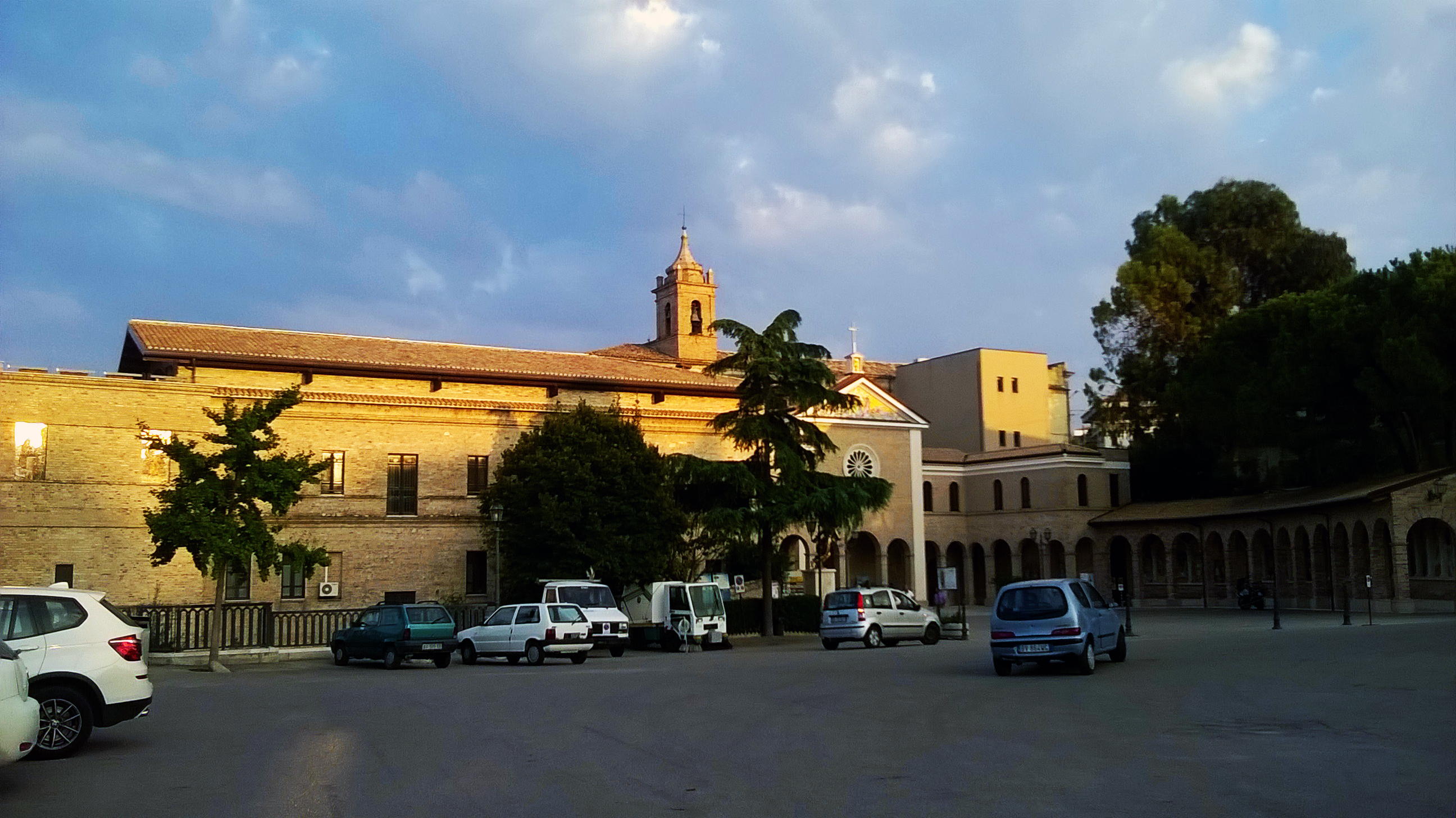
Santuario Maria dello Splendore
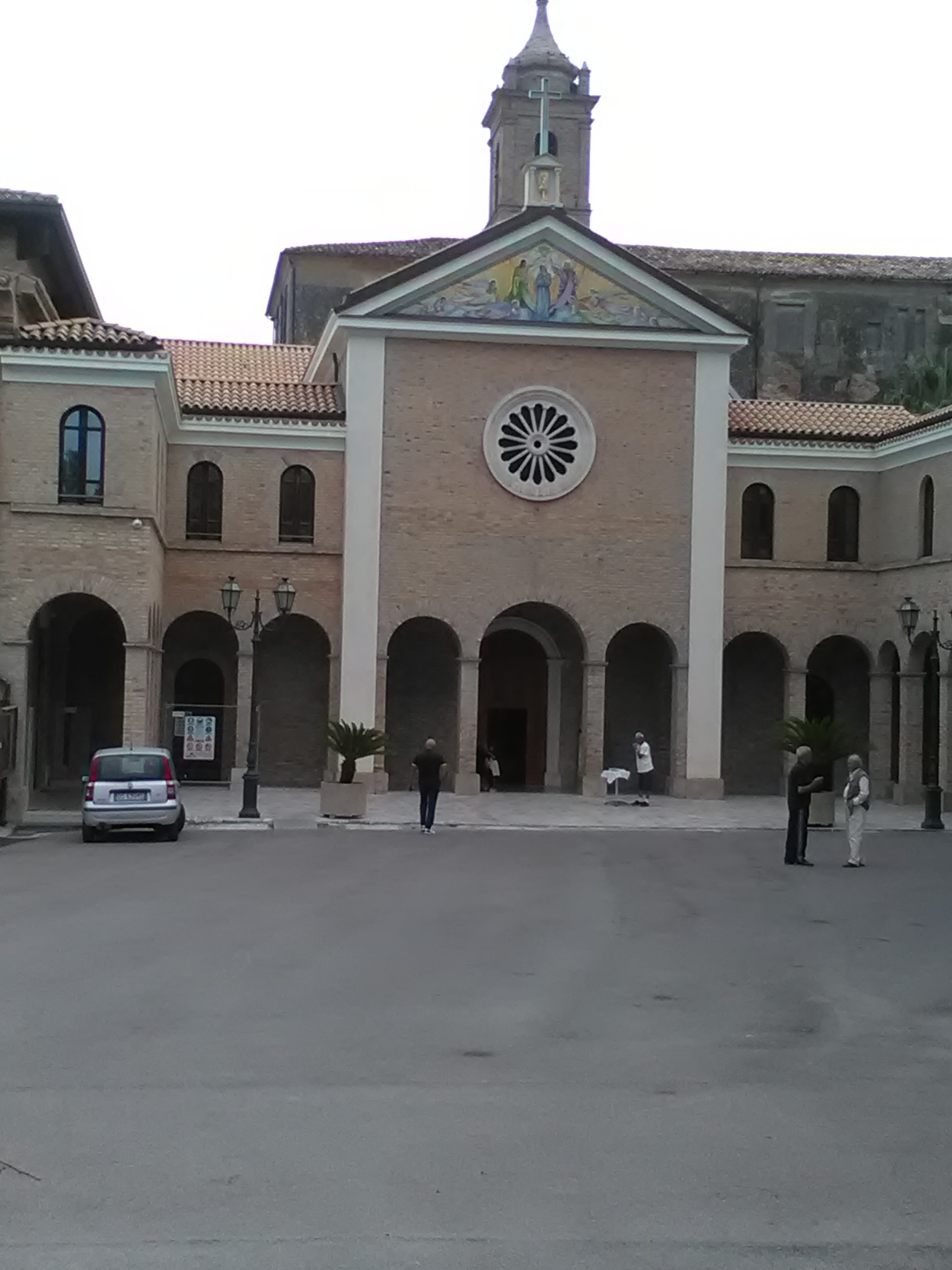
Heiligtum der Madonna dello Splendore
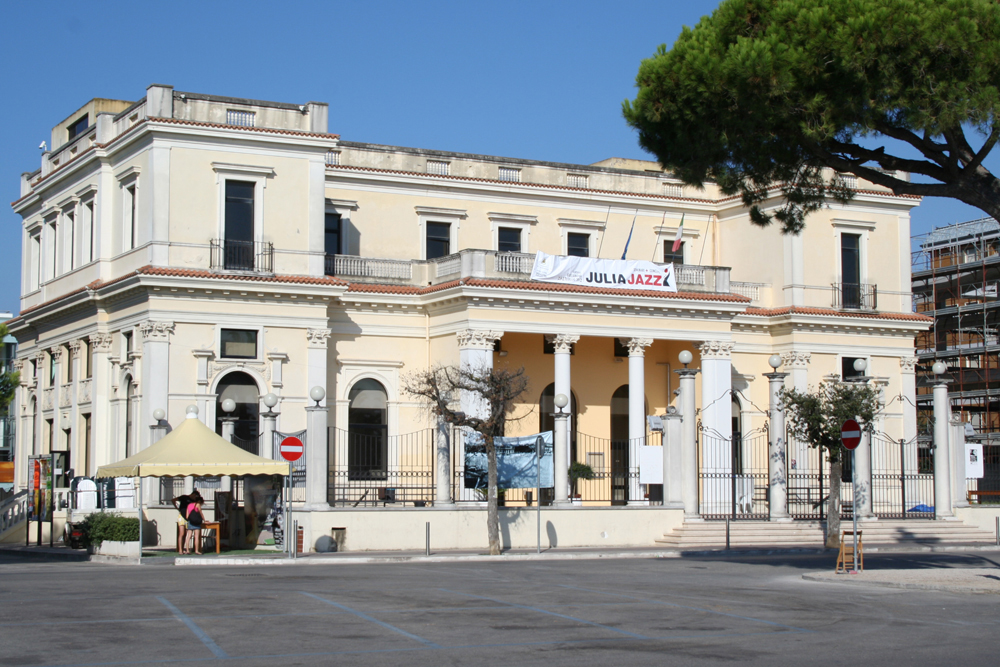
Palazzo Kursaal
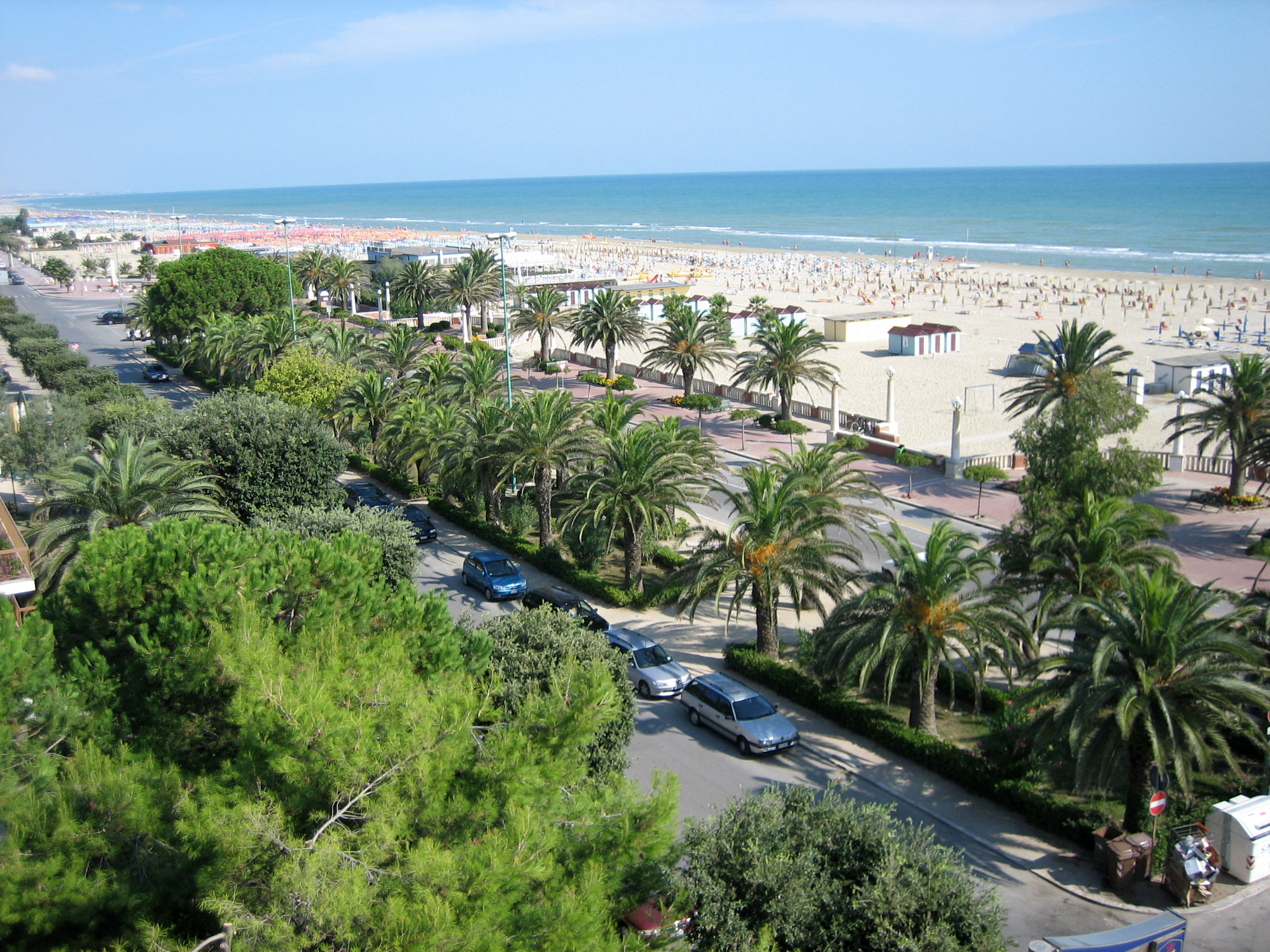
Der Strand bei Giulianova
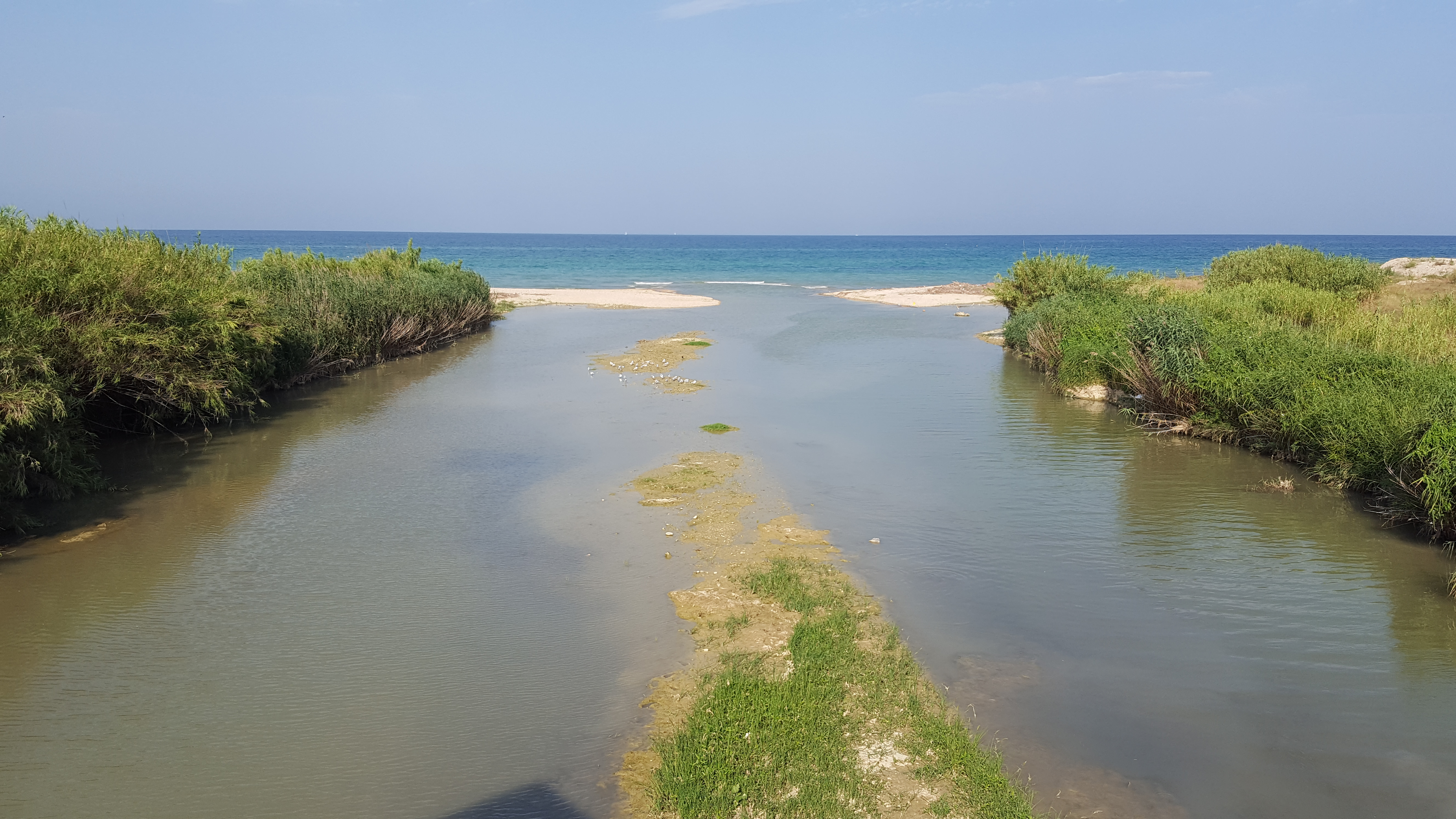
Mündung des Salinello

## Sport
Der örtliche Fußballverein Giulianova Calcio ist in der Saison 2010/11 in der Lega Pro Seconda Divisione, der vierthöchsten italienischen Spielklasse, aktiv.

## Wirtschaft
In Giulianova haben sich Landwirtschafts- und Industriebetriebe angesiedelt.
Auf dem Gebiet der Stadt werden Reben der Sorte Montepulciano für den DOC-Wein Montepulciano d’Abruzzo angebaut.

## Söhne und Töchter der Stadt
- Gaetano Braga (1829–1907), Komponist und Cellist
- Raffaello Pagliaccetti (1839–1900), Bildhauer
- Franco Tancredi (* 1955), Fußballtorhüter
- Gabriele Tarquini (* 1962), Autorennfahrer
- Cristiano Del Grosso (* 1983), Fußballspieler